# Pelodytes punctatus
El sapillo moteado común, Pelodytes punctatus, es una especie de anuro de la familia Pelodytidae.

## Distribución
Se trata de una especie restringida a parte de la península ibérica, Francia y noroeste de Italia, (Liguria y Piamonte); ha sido citada en Bélgica y Luxemburgo, pero actualmente la presencia natural en estos dos países está descartada. En España, se distribuye por Castilla y León, Álava, La Rioja, Navarra, Aragón, Cataluña, Comunidad de Madrid (sureste), Castilla-La Mancha, Comunidad Valenciana y Murcia. En la mayor parte de su área de distribución peninsular la especie está muy asociada a sustratos de tipo calizo o salino; suele estar ausente de zonas con suelos silíceos o ácidos, con algunas excepciones (Montes de Toledo).

## Hábitat
Se localiza desde el nivel del mar, en la zonas costeras mediterráneas, hasta los 1000 o 1300 m s. n. m.
Para su reproducción, prefiere espacios abiertos y bien expuestos, donde utiliza una gran variedad de medios acuáticos, charcas estacionales, cunetas, campos de labor inundados, remansos de arroyos, lagunas naturales, marismas, marjales, e incluso orillas de embalses, tolerando un elevado índice de salinidad.

## Amenazas
Especie todavía abundante en su área de distribución, no obstante, el desarrollo urbanístico experimentado en las costas mediterráneas ha determinado la desaparición de muchas colonias, también en zonas rurales las prácticas de agricultura intensiva, ha determinado la desaparición y contaminación severa de infinidad de medios acuáticos. Las prolongadas sequías vienen a acentuar las anteriores amenazas, desecando los medios acuáticos naturales.